# Ernest Lawrence

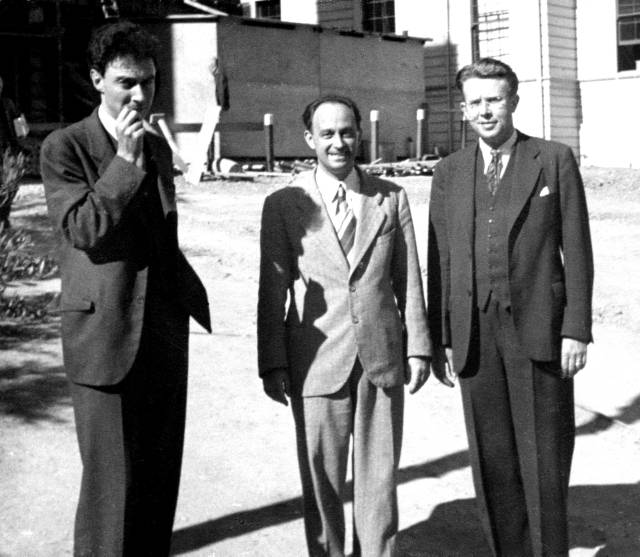
Ernest Lawrence till höger med Robert Oppenheimer och Enrico Fermi.

Ernest Orlando Lawrence, född 8 augusti 1901 i Canton i South Dakota, död 27 augusti 1958 i Palo Alto i Kalifornien, var en amerikansk fysiker som medverkade i Manhattanprojektet. Bland annat rekryterade han Robert Oppenheimer till projektet.

## Biografi
Lawrence blev professor vid University of California i Berkeley 1930.
Lawrence uppfann, tillsammans med Milton Stanley Livingstone, cyklotronen för vilket Lawrence tilldelades Nobelpriset i fysik 1939. Dessa byggdes i allt större skala och var de kraftfullaste partikelacceleratorerna innan synkrotroner började byggas på 1950-talet. Cyklotroner används än idag, främst inom nuklearmedicin.
Lawrence valdes 1952 in som utländsk ledamot av Kungliga Vetenskapsakademien.
Lawrence Livermore National Laboratory och Lawrence Berkeley National Laboratory är uppkallade efter honom. Även grundämne 103 i det periodiska systemet, lawrencium (Lr), har fått sitt namn efter Ernest Lawrence.